# 20480 Antonschraut
A 20480 Antonschraut (ideiglenes jelöléssel 1999 NT31) a Naprendszer kisbolygóövében található aszteroida. A LINEAR projekt keretében fedezték fel 1999. július 14-én.